# Uitikon
Uitikon (gzu. Üüdike) – miejscowość i gmina (Politische Gemeinde) w północnej Szwajcarii, w kantonie Zurych, w okręgu (Bezirk) Dietikon.  

## Demografia
W Uitikonie mieszka 5105 osób. W 2021 roku 20,1% populacji gminy stanowiły osoby urodzone poza Szwajcarią.